# Katie Taylor
Katie Taylor (Bray, 2 de julio de 1986) es una boxeadora profesional irlandesa y exfutbolista. Es considerada como la deportista irlandesa más destacada de su generación.
Como boxeadora amateur, ganó el Campeonato Mundial cinco veces entre 2006 y 2014, y el Campeonato Europeo seis veces entre 2005 y 2014. Además obtuvo la medalla de oro en los Juegos Olímpicos de Londres 2012 (donde fue la abanderada de Irlanda), por lo que fue nombrada Deportista de Irlanda del Año 2012. También compitió en los Juegos Olímpicos de Río de Janeiro 2016
Taylor ha logrado 21 victorias consecutivas en el boxeo profesional. Es la campeona mundial de peso ligero unificada, ostentando el título de la AMB desde 2017, la FIB desde abril de 2018, la OMB desde marzo de 2019, y el CMB desde junio de 2019.
Por otra parte, ha jugado 11 partidos con la selección femenina de fútbol de Irlanda entre 2006 y 2009, anotando dos goles.

## Biografía
Taylor estudió desde 1999 hasta 2005 en la Escuela de la Comunidad de San Kilian en Bray, Condado de Wicklow. Sus dos hermanos mayores, Peter y Lee, y su hermana mayor, Sarah, también asistieron a St. Kilian. Taylor sigue viviendo en Bray. Ella es cristiana renacida y asiste a la iglesia de San Marcos en Pearse Street, Dublín.

### Boxeo amateur

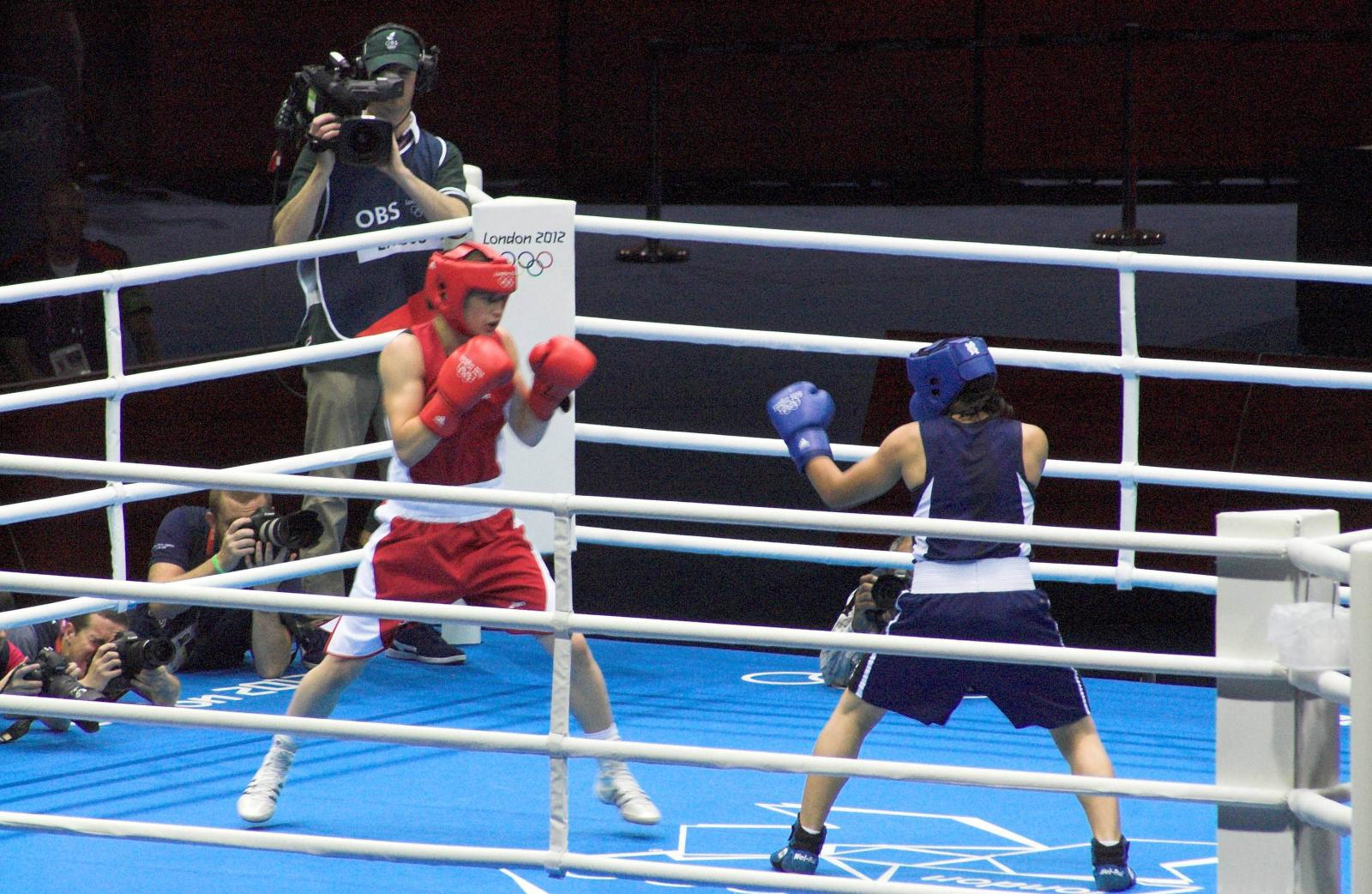
Taylor (de rojo) boxeando en las Olimpiadas

Taylor comenzó a boxear (entrenada por su padre Peter un boxeador amateur con éxito) en 1998, a la edad de 12.
Su primer éxito notable fue en el Campeonato Europeo de Boxeo Aficionado de 2005, en Tønsberg, Noruega. Ella ganó la medalla de oro, derrotando a Eva Wahlström de Finlandia en la final de la categoría 60 kg de peso ligero. Más tarde ese mismo año, en el Campeonato Mundial de Boxeo Aficionado en Podolsk, Rusia, Taylor avanzó a los cuartos de final en la clase de 60 kg.
En los Campeonatos Aficionados de Europa de 2006 en Varsovia, Polonia, Taylor ganó su segunda medalla de oro consecutiva al derrotar a la campeón del mundo de ese entonces, Tatiana Chalaya de Rusia, también el premio a la mejor boxeadora del torneo. En los Campeonatos Aficionados del Mundo de ese año, disputados en Nueva Delhi, India, Taylor se convirtió en la primera campeona del mundo de Irlanda, derrotando a Chalaya de nuevo en la semifinal y luego a Annabella Farias de Argentina en la final de los 60 kg.
En 2007, ganó su tercer título consecutivo en el Campeonato Europeo en Dinamarca.
En 2016 obtuvo la medalla de bronce en el Campeonato del mundo celebrado en Astaná, Kazajistán.

### Boxeo profesional
Taylor debutó en el boxeo profesional en noviembre de 2016. Obtuvo el título mundial de peso ligero en octubre de 2017 ante la argentina Anahí Sánchez. En abril de 2018 agregó el título de la IBF al triunfar ante la argentina Victoria Bustos. En marzo de 2019 le ganó a la brasileña Rose Volante para conseguir el título mundial de la WBO. En junio de 2019 derrotó a la belga Delfine Persoon, y obtuvo su cuarto título, el de la WBC.
En noviembre de 2019, la irlandesa subió al peso súper ligero, y venció a la griega Christina Linardatou para obtener el título mundial de la WBO. Bajando nuevamente a peso ligero, el 22 de agosto de 2020 derrotó por segunda vez a Persoon. El 14 de noviembre venció a la española Miriam Gutiérrez para retener los cuatro títulos mundiales de peso ligero. El 1 de mayo de 2021 triunfó ante la británica Natasha Jonas.